# Toranosuke Takagi
 (juillet 2025).
Si vous disposez d'ouvrages ou d'articles de référence ou si vous connaissez des sites web de qualité traitant du thème abordé ici, merci de compléter l'article en donnant les références utiles à sa vérifiabilité et en les liant à la section « Notes et références ».
Pour les articles homonymes, voir Takagi (homonymie).
Toranosuke Takagi (高木 虎之介, Takagi Toranosuke, couramment appelé Tora Takagi), est un pilote automobile japonais né le 12 février 1974 à Shizuoka au Japon.

## Biographie

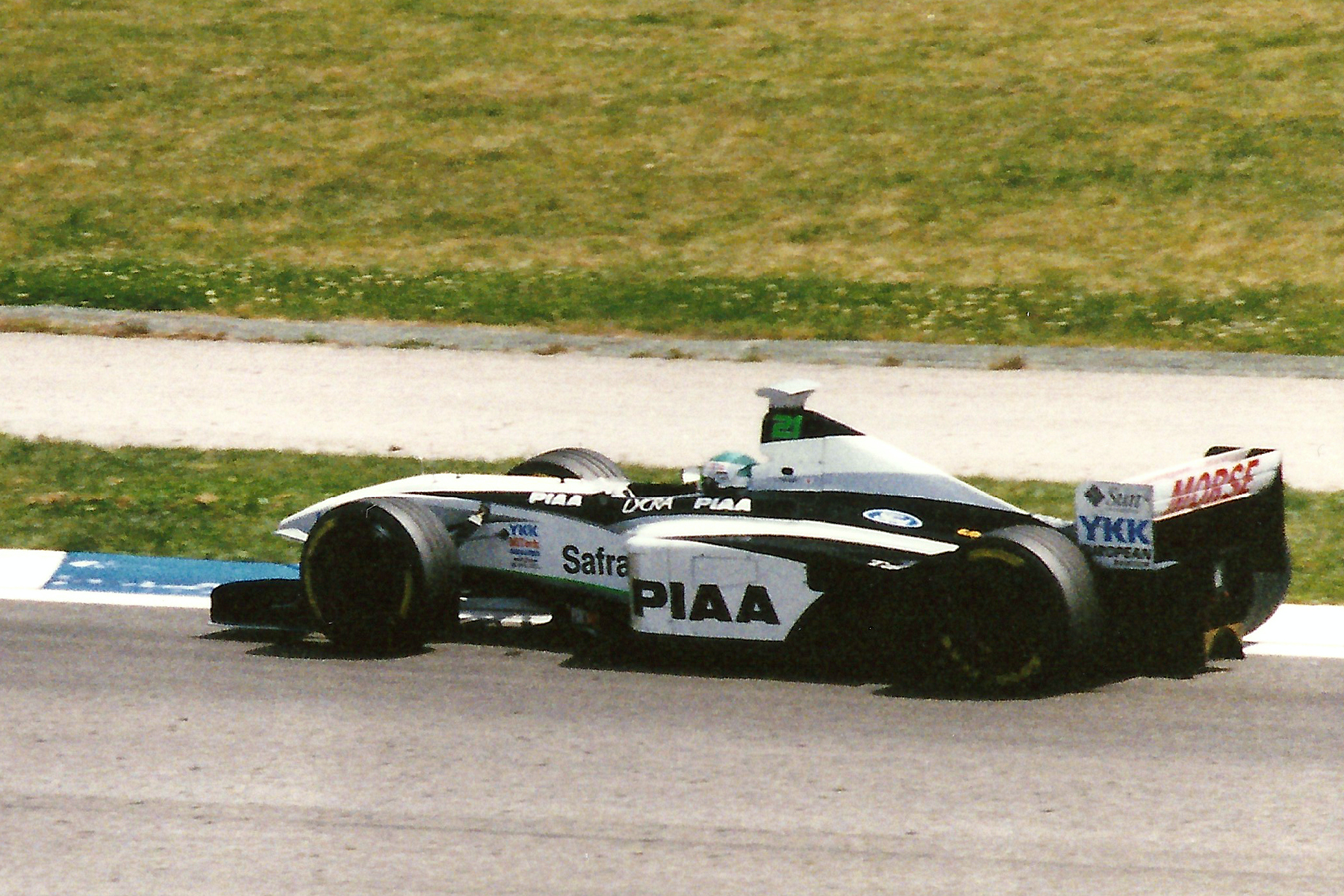
Tora Takagi en Formule 1 lors du GP d'Espagne 1998.

Après plusieurs brillantes années passées en karting, Tora Takagi commence sa carrière automobile en 1992, dans le championnat de Formule Toyota au Japon. À partir de 1993, il dispute le championnat du Japon de Formule 3, où il est repéré par l'ancien pilote Satoru Nakajima, qui l'intègre à son écurie de Formule 3000 japonaise en 1995. Après une deuxième saison en Formule 3000 (désormais appelée Formula Nippon), Tora Takagi est intégré en 1997 à l'écurie de Formule 1 Tyrrell, en tant que pilote essayeur. Une promotion qu'il doit essentiellement à son mentor Satoru Nakajima, alors impliqué dans la direction de l'équipe, et qu'il envisage même de racheter. Fin 1997, ce n'est pourtant pas Nakajima, mais le groupe cigarettier British American Tobacco qui rachète Tyrrell. Ce changement à la tête de l'écurie n'empêche pas Tora Takagi de décrocher en 1998 l'un des deux volants de titulaires pour ce qui sera la dernière saison de Tyrrell.
Tora Takagi s'étant peu mis en valeur lors de sa saison de pilote essayeur (la presse, y compris japonaise, a surtout remarqué son mutisme et son peu d'aisance devant les micros), le petit monde de la Formule 1 attend peu de lui pour ses débuts en championnat du monde. Takagi va pourtant s'avérer être l'une des bonnes surprises de la saison 1998. Même s'il termine l'année sans avoir inscrit un seul point, il domine outrageusement son coéquipier Ricardo Rosset et réalise plusieurs coups d'éclat en qualification compte tenu de la faiblesse de son matériel. En 1999, à la suite de la disparition de l'équipe Tyrrell (qui cède sa place à British American Racing), Takagi trouve refuge chez Arrows. Il continue d'afficher un niveau de performance tout à fait correct (en faisant plus ou moins jeu égal avec son équipier Pedro de la Rosa), mais montre toujours des lacunes rédhibitoires dans le domaine de la communication, que ce soit avec les médias ou avec les membres de son écurie.
À l'issue de cette deuxième saison en Formule 1, Takagi se retrouve sans volant. Il retourne alors au Japon, où au sein du Nakajima Racing, il écrase le championnat de Formula Nippon (8 victoires en 10 courses, un record). Cela lui permet de faire rebondir sa carrière aux États-Unis. Après deux années globalement décevantes en CART (avec deux 4e place comme meilleur résultat), il passe en 2003 dans le championnat IRL-IndyCar Series au sein de l'écurie de Mo Nunn, grâce au soutien de Toyota. Bien qu'il ne termine que 10e du championnat, Takagi s'affirme au fil de la saison comme l'une des révélations de la saison. Il est même élu Rookie of the Year (meilleur débutant de l'année) des 500 Miles d'Indianapolis, qu'il achève à une solide 5e place. En cours d'année, il est également convié par Toyota à essayer une Formule 1 sur le tracé du Castellet. Très attendu en 2004 pour sa deuxième saison d'IRL, Takagi va pourtant décevoir, incapable de confirmer ses prestations de 2003. En fin d'année, il se retrouve sans volant, et retourne une nouvelle fois au Japon où il dispute parallèlement le championnat de Formula Nippon et celui de Grand Tourisme (qu'il a d'ailleurs remporté en 2005).

## Carrière
- 1987-1991: Karting
- 1992: Formule Toyota
- 1993: Formule 3 japonaise
- 1994: Formule 3 japonaise + Formule 3000 japonaise
- 1995: Formule 3000 japonaise (2e du championnat)
- 1996: Formula Nippon (4e du championnat)
- 1997: Pilote essayeur Tyrrell en Formule 1 + Formula Nippon (6e du championnat)
- 1998: Formule 1 chez Tyrrell (non classé)
- 1999: Formule 1 chez Arrows (non classé)
- 2000: Formula Nippon avec le Nakajima Racing (champion)
- 2001: CART chez Walker Racing (21e du championnat)
- 2002: CART chez Walker Racing (15e du championnat)
- 2003: IndyCar chez Mo Nunn Racing (10e du championnat)
- 2004: IndyCar chez Mo Nunn Racing
- 2005: Formula Nippon
- 2006: Formula Nippon
- 2007: Formula Nippon

## Résultats en championnat du monde de Formule 1
| Saison | Ecurie        | Châssis | Moteur       | Pneus       | GP disputés | Points inscrits | Classement |
| ------ | ------------- | ------- | ------------ | ----------- | ----------- | --------------- | ---------- |
| 1998   | PIAA Tyrrell  | 026     | Cosworth V10 | Goodyear    | 16          | 0               | n.c.       |
| 1999   | Repsol Arrows | A20     | Arrows V10   | Bridgestone | 16          | 0               | n.c.       |

| 1998          | PIAA Tyrrell Ford | Tyrrell 026 | Ford V10   | AUS Abd. | BRA Abd. | ARG 12e  | SMR Abd. | ESP 13e | MON 11e  | CAN Abd. | FRA Abd. | GBR 9e   | AUT Abd. | GER 13e  | HUN 14e  | BEL Abd. | ITA 9e   | LUX 16e  | JPN Abd. | NC | 0 |
| 1999          | Repsol Arrows     | Arrows A20  | Arrows V10 | AUS 7e   | BRA 8e   | SMR Abd. | MON Abd. | ESP 12e | CAN Abd. | FRA DSQ  | GBR 16e  | AUT Abd. | GER Abd. | HUN Abd. | BEL Abd. | ITA Abd. | EUR Abd. | MAL Abd. | JPN Abd. | NC | 0 |
| Légende : ici |                   |             |            |          |          |          |          |         |          |          |          |          |          |          |          |          |          |          |          |    |   |